# Zelotes subaeneus
Zelotes subaeneus este o specie de păianjeni din genul Zelotes, familia Gnaphosidae. A fost descrisă pentru prima dată de Simon, 1886.
Este endemică în Senegal. Conform Catalogue of Life specia Zelotes subaeneus nu are subspecii cunoscute.